# Inbiocystiscus
Inbiocystiscus là một chi ốc biển cỡ nhỏ, là động vật thân mềm chân bụng sống ở biển trong họ Cystiscidae.

## Các loài
Các loài thuộc chi Inbiocystiscus bao gồm:
- Inbiocystiscus gamezi Ortea & Espinosa, 2001 - loài điển hình